# Episodi di Poldark (serie televisiva 1975) (prima stagione)
Questa voce contiene trame, dettagli e crediti dei registi e degli sceneggiatori della prima stagione della serie televisiva Poldark.
Nel Regno Unito, la serie è stata trasmessa per la prima volta sulla BBC dal 5 ottobre 1975 al 18 gennaio 1976. In Italia, gli episodi furono accorpati due a due e furono trasmessi per la prima volta su Raidue dal 30 giugno al 18 agosto 1978.
| nº   | Titolo originale | Titolo italiano | Prima TV UK      | Prima TV Italia |
| ---- | ---------------- | --------------- | ---------------- | --------------- |
| 1.01 | Episode 1        | Prima puntata   | 5 ottobre 1975   | 30 giugno 1978  |
| 1.02 | Episode 2        | Prima puntata   | 12 ottobre 1975  | 30 giugno 1978  |
| 1.03 | Episode 3        | Seconda puntata | 19 ottobre 1975  | 7 luglio 1978   |
| 1.04 | Episode 4        | Seconda puntata | 26 ottobre 1975  | 7 luglio 1978   |
| 1.05 | Episode 5        | Terza puntata   | 2 novembre 1975  | 14 luglio 1978  |
| 1.06 | Episode 6        | Terza puntata   | 9 novembre 1975  | 14 luglio 1978  |
| 1.07 | Episode 7        | Quarta puntata  | 16 novembre 1975 | 21 luglio 1978  |
| 1.08 | Episode 8        | Quarta puntata  | 23 novembre 1975 | 21 luglio 1978  |
| 1.09 | Episode 9        | Quinta puntata  | 30 novembre 1975 | 28 luglio 1978  |
| 1.10 | Episode 10       | Quinta puntata  | 7 dicembre 1975  | 28 luglio 1978  |
| 1.11 | Episode 11       | Sesta puntata   | 14 dicembre 1975 | 4 agosto 1978   |
| 1.12 | Episode 12       | Sesta puntata   | 21 dicembre 1975 | 4 agosto 1978   |
| 1.13 | Episode 13       | Settima puntata | 28 dicembre 1975 | 11 agosto 1978  |
| 1.14 | Episode 14       | Settima puntata | 4 gennaio 1976   | 11 agosto 1978  |
| 1.15 | Episode 15       | Ottava puntata  | 11 gennaio 1976  | 18 agosto 1978  |
| 1.16 | Episode 16       | Ottava puntata  | 18 gennaio 1976  | 18 agosto 1978  |